# سانگیو گیشو
سانگیو گیشو (به ژاپنی: 三経義疏 Sangyō Gisho)، به معنی تحت الفظی تفسیرهای مشروح بر سه سوترا عنوان سه تفسیر مشروح در مورد سوتراهای مهم بودایی  است: هوکه گیشو (法華義疏)، شومانگیو گیشو 勝鬘経義疏 و یویماگیو گیشو (維摩経義疏).